# La Vinyassa (la Torre d'Eroles)
La Vinyassa, és un indret del terme municipal d'Abella de la Conca, al Pallars Jussà.
Està situat al nord-est de la vila d'Abella de la Conca. És al costat de llevant de l'antica caseria de la Torre d'Eroles, dessota i a migdia del Solà de la Torre i a la dreta del riu d'Abella.
Es tracta d'una antiga vinya, abandonada fa molts anys, convertida en una zona boscosa.